# Baltic Sea Library
Baltic Sea Library (det virtuella Östersjöbiblioteket) är ett fritt tillgängligt onlinebibliotek. Det drivs av den ideella föreningen Forum Mare Balticum e. V., i Berlin. Biblioteket, där 14 språk är representerade, innehåller ett stort urval litterära texter och essäer från Östersjöregionen. Många av texterna finns tillgängliga i översättning till flera av de olika Östersjöspråken. 

## Historik
De öppnade gränserna efter murens fall och Sovjetunionens sönderfall gjorde det möjligt för författarförbunden från Sverige och Petersburg att organisera en gemensam Östersjökryssning. Under två veckor vintern 1992 var 400 författare och översättare med ombord på Konstantin Simonov. Under resan grundades Baltic Writers Council, Östersjöns författarråd. Från och med 1997 har man haft årliga möten i Östersjöns författar- och översättarcentrum i Visby. I det samarbetet blev det tydligt att de olika nationerna och språken har skilda litterära referensramar till den gemensamma Östersjöregionen. Här fick Klaus-Jürgen Liedtke idén till ett gemensamt virtuellt bibliotek. Liedtke är bibliotekets grundare och dess huvudredaktör. 
Hösten 2008 hölls ett initialt möte med redaktörer från alla Östersjöspråken i författar- och översättarhuset i Ventspils, Lettland. Här diskuterades principen för texturvalet. Det gemensamma kriteriet, om det så är prosa, poesi eller essä, ska vara anknytningen till "Östersjön", fysiskt eller andligt. Man letar efter texter som är gränsöverskridande och man vill genom urval och översättningar skapa grunden för en transnationell litteraturhistoria i Östersjöregionen. 
Starten följde i början av 2010. Texterna i onlinebiblioteket kommer från alla Östersjöns länder. Här hittar man till exempel texter av Astrid Lindgren, Johannes Bobrowski eller Tomas Tranströmer, ordnade i alfabetisk ordning efter författare och systematiskt efter geografiskt ursprung. Sedan grundandet är Baltic Sea Library ett "work in progress". Nya texter och nya översättningar läggs kontinuerligt in. Alla texter har en "baltisk identitet", dvs. har en koppling till Östersjöregionen i alla dess aspekter, från gamla isländska sagor till essäer om Karelen. 

## Projektet
Baltic Sea Library ska vara fritt tillgängligt. Det är en öppen digital plattform som vem som helst kan besöka. I Schleswig-Holsteins ”ambassad” i Berlin genomförde bibliotekets organisatörer i april 2011 konferensen Kulturell mångfald, språk och digitalt innehåll.

## Språk
I Östersjöbiblioteket är 14 språk representerade: finska, estniska, lettiska, litauiska, ryska, polska, tyska, danska, svenska, samiska och också norska, isländska, latin och engelska. 